# Bygningssnedker
Bygningssnedker, træsmed, der enten har stået i lære som egentlig bygningssnedker, er uddannet snedker, møbelsnedker og som laver vinduer, døre og andet inventar til bygninger.
Snedkerne var blandt de første til at stifte et laug og dermed organisere snedkermestrerne.
Snedkersvendene stiftede den første fagforening i Danmark i 1872.

## ekstern Henvisning
- http://www.baskholm.dk/haandbog/haandbog.html Arkiveret 16. september 2008 hos  Wayback Machine

| Job | Spire Denne artikel om et job eller en stillingsbetegnelse er en spire som bør udbygges. Du er velkommen til at hjælpe Wikipedia ved at udvide den. |